# 조 엥글

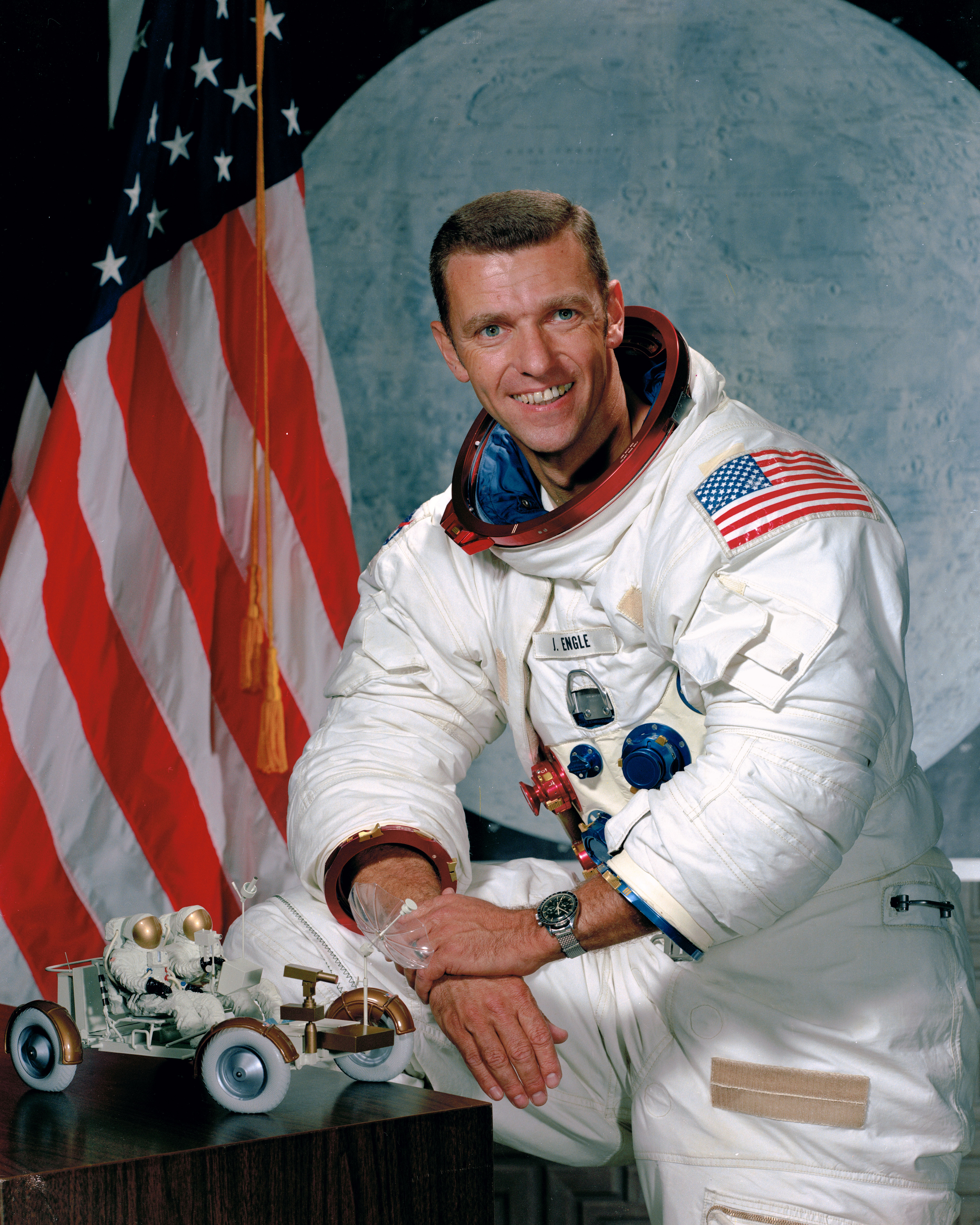
1971년 모습

조 엥글(Joe Engle, 본명: 조 헨리 엥글, 본명 영어: Joe Henry Engle, 1932년 8월 26일~2024년 7월 10일)은 미국의 조종사, 항공 엔지니어, NASA 우주 비행사였다. 1981년 프로그램의 두 번째 궤도 비행인 STS-2를 포함하여 두 개의 우주 왕복선 임무의 사령관이었다. 또한 셔틀 프로그램의 1977년 접근 및 착륙 테스트에서 두 번의 비행을 했다. 엥글은 공군과 NASA가 공동으로 운영하는 실험용 스페이스플레인인 노스아메리칸 X-15를 조종한 12명의 조종사 중 한 명이었다.
X-15 조종사로서 엥글은 50마일 이상을 세 번 비행하여 우주 경계에 대한 미국 협약에 따라 우주비행사 날개 자격을 얻었다. 1966년에 그는 NASA의 제5차 우주비행사 그룹에 선발되어 아폴로 계획에 합류했다. 아폴로 14호의 예비 달 모듈 조종사(LMP)였으며 원래는 아폴로 17호의 LMP로 달 위를 걸을 예정이었다. 그러나 이후 비행이 취소되면서 NASA는 지질학자이자 우주 비행사인 해리슨 슈미트를 달 모듈 조종사로 선택하여 엥글을 대체했다.